# Серве Каболе
Серве Каболе (фр. Servais Cabolet; 24 квітня 1908 — 9 травня 1976, Штаде) — німецький офіцер-підводник, підприємець і політик, штурмбанфюрер СА, оберлейтенант-цур-зее резерву крігсмаріне (1943).

## Біографія
Син гауптмана резерву Йозефа Каболе. Пройшов підготовку на навчальному кораблі HAPAG і в навігаційній школі. В 1925/30 роках — член молодіжного крила Сталевого шолома. 1 жовтня 1930 року вступив в НСДАП, 16 березня 1932 року — в СА. З 1932 року — офіцер торгового флоту. У вересні 1934 року взяв участь в імперському партійному з'їзді НСДАП в Нюрнберзі. З 1936 року — ад'ютант 58-ї бригади СА в Брауншвейзі. З 19 квітня по 27 червня 1937 року навчався в Училищі імперських керівників СА. В 1937 році переїхав в Росток і незабаром був обраний в міську раду.
В 1937 році вступив на флот. В 1938 році брав участь в регаті на Балтійському морі. З квітня 1940 року служив в 3-й флотилії мінних тральщиків. З липня 1940 року — командир корабля флотилії оборони порту Тронгейма, з червня 1941 року — Молде, з листопада 1941 року — 59-ї флотилії форпостенботів. В грудні 1942 року його корабель підірвався на морській міні і затонув, а сам Каболе був поранений і до березня 1943 року перебував на лікуванні, після чого пройшов курс підводника. З 18 травня 1944 по 9 травня 1945 року — командир підводного човна U-907, на якому здійснив 2 походи (разом 78 днів у морі). В травні був взятий в полон британськими військами. 31 грудня 1947 року звільнений.
Після звільнення був судновласником і ресторатором. 2 жовтня 1949 року став співзасновником Соціалістичної імперської партії. З 6 травня 1951 року — депутат ландтагу Нижньої Саксонії. Після заборони своєї партії 23 жовтня 1952 року втратив мандат.

## Сім'я
Був одружений, мав двох дітей.

## Нагороди
- Руна Тюр (26 червня 1936)
- Нагрудний знак мінних тральщиків (22 липня 1940)
- Залізний хрест
  - 2-го класу (24 червня 1942)
  - 1-го класу (30 листопада 1942)
- Нагрудний знак «За поранення» в чорному (10 грудня 1943)
- Нагрудний знак підводника (20 березня 1945)